# ノーマ・スティッツ
ノーマ・スティッツ（Norma Stitz、1956年12月22日 - ）、本名Annie Hawkins-Turner（旧姓 Hawkins）は、アメリカ合衆国の女性モデル。芸名は巨大乳房（英: gigantomastia）の症状としてのデカパイ（英: enormous tits）の綴りを少し変更したもの。
最も大きな天然物の乳房を持つとしてギネス世界記録に認定されたこともある。

## 経歴
1956年12月22日、ジョージア州アトランタに生まれる。出生名 Annie Hawkins。
5歳のとき乳房の発育がはじまる。初めてのブラジャーは小学校3年生のとき（36D）。その時から（スポブラなどではなく）成人女性が使用する一般的なブラジャーを使用している。スポブラを使用した記憶はない。
1991年、20歳年上の元空軍将校・アラン・ターナー Alan Turner と出会う。1992年、結婚、Annie Hawkins-Turner となる。1991年頃、Juggs誌のレイアウト・コンテスト（英: layout contest）で賞を取り、アダルト業界のキャリアを開始する。有料サイトを立ち上げて最初の1年で4万ポンドを稼ぐ。
1999年12月1日、最も大きな天然物の乳房を持つとしてギネス世界記録に認定される。この時のサイズは身長168センチ・体重270ポンド、上から70-48-52インチ。Infoboxの数値はこれを採用した。ブラサイズは48V、乳房は片方で28ポンド（12.7キロ）あった。医師から乳房縮小術を勧められたこともあるが、これが自分にとっての自然、と断った。本人によると、胸が大きくなるにつれて背中の筋肉が発達し、胸を支えてくれるようになった。「壊れてもいないものを、どうして直す必要があるの？」とも述べている。
2012年7月15日、TLCの番組『Strange Sex』に出演。この当時バージニア州アーリントン郡在住。同じころ『The Jenny Jones Show』にも出演。映画女優としては約250作のソフトコア作品に出演している。彼女は自らをファンタジー・モデル（英: fantasy model）と表現し、さらにこう付け加える:「ハードコアはなし、つまりセックスもなし」。出演したビデオ・『The Amazing Norma Stitz』は、アダルト・ビデオ・ニュースのレビューで「アダルトビデオ・ヌード部門（英: Adult Video Nudes category）」の有力なノミネート候補作と評された。
2016年、ベトナム・クアンニン省ハロン市に新たにオープンする蝋人形館に彼女の像が収蔵された。
2018年、“BBW Hall of fame”に選ばれる。